# Magyar Wikipédia
A magyar Wikipédia a Wikipédia nyílt internetes enciklopédia magyar nyelvű változata.
A magyar Wikipédiának 26 adminja, 593 045 felhasználója van, melyből 1 302 fő az aktív szerkesztő. A lapok száma (beleértve a szócikkeket, vitalapokat, allapokat és egyéb lapokat is) 1 591 083, a szerkesztések száma pedig 28 194 730.

## Kezdetek
A magyar nyelvhez kapcsolódó első Wikipédia valamikor 2001. május 20. és szeptember 5. között jött létre, amikor is egy – egyelőre ismeretlen – szerkesztő kérésére Larry Sanger, az angol Wikipédia akkori koordinátora létrehozta a http://hu.wikipedia.com/ címet.
Ekkor a Wikipédia még UseModWiki szoftverrel működött. Ez a „nulladik” változat, nem volt igazán „élő”, összesen kb. 5 lapot tartalmazott és a felülete sem volt magyarra fordítva. Az archívumok szerint 2002 novemberében próbálkozott Simon Zoltán azzal, hogy a „nulladik” változat átkerülhessen az új szoftverre (Phase III, a későbbi MediaWiki). Az archívum szerint ebből semmi nem lett, és nem is nagyon foglalkozott ezután az üggyel senki.
2003 áprilisában kezdeményezte Gervai Péter informatikus a magyar Wikipédia újabb változatának elindítását.
A ma is működő, magyar felületű és magyar kezdőlappal bejelentkező nemzeti Wikipédia 2003. július 8-án indult el a http://hu.wikipedia.org/ címen. Az új változat technikai okokból nem tartotta meg a régi, mindössze néhány lapot tartalmazó adatbázist. Az első létrehozott oldal a Kezdőlap volt (ekkor még az angol Main page néven), melyet egy fájl, a Magyar Wikipédia magyar logója követett, aztán következett a Wikipédia:Upload log nevű fájl, az üdvözlőoldal, egy rendszerlap a szócikkről, ez után a hibajelentésekről jött létre oldal, majd létrejött a Homokozó. Mindezeket követően jött létre 2003. július 9-én 08:41-kor az első szócikk, amely a GNU Free Documentation License címet viseli. Az első nem a Wikipédia rendszerét ismertető, vagy a szabad licenccel foglalkozó oldal az Omega (együttes) volt, melyet megelőzött az egyértelműsítő lapja (Omega).

## Statisztikák
| A magyar Wikipédia alapvető adatai | A magyar Wikipédia alapvető adatai |
| ---------------------------------- | ---------------------------------- |
| Szócikkek száma:                   | 559 035                            |
| Szócikkszerkesztés átlaga:         | 50                                 |
| Összes lap száma:                  | 1 591 083                          |
| Adminisztrátorok száma:            | 26                                 |
| Aktív szerkesztők:                 | 1 302                              |

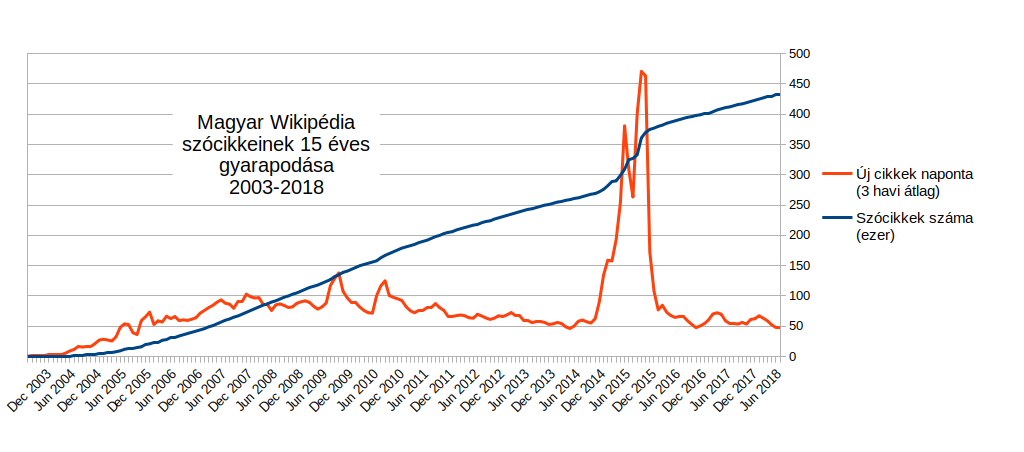
A magyar Wikipédia szócikkszámának alakulása

A magyar Wikipédia nagyjából 300 állandó, aktív szerkesztővel rendelkezik. A statisztikákból látható, hogy amint egyre több érdekes, hasznos szócikk készül el, növekszik a lapok látogatottsága, és sokan kedvet kapnak a tudásuk megosztására.
A szócikkek száma alapján a 2003 júliusában indult magyar Wikipédia egy hónap alatt a 39 létező változat között a 34. helyre került, de a 2003-as évben a legjobb eredménye a 30. hely volt. 2009 augusztusában az addigra létrejött 266 Wikipédia nyelvi változat között a 17. helyet érte el, 249 Wikipédiát utasítva maga mögé, ez a magyar Wikipédia eddigi legjobb helyezése.
Szócikkeinek száma 2007. február 7-én elérte az 50 000-et, a 100 000. szócikk 2008. július 17-én, a 150 000. 2009. december 25-én, a 200 000. pedig 2011. szeptember 10-én látott napvilágot.
A szócikkek számánál jobb jellemzést ad a Wikipédia tartalmáról az összes szócikket tartalmazó adatbázis mérete. Ez alapján a magyar Wikipédia 2009 decemberében a 13. legnagyobb nyelvi változat volt. 1000 kiválasztott cikk elemzése alapján 2008 júliusában a magyar változat a 11. helyet foglalta el a Wikipédiák rangsorában.
2009. január 1-jei statisztika szerint a magyar változatban 114 354 cikk szerepelt – ez az előző évhez képest 40%-os növekedés – (az egyéb oldalakkal együtt 365 338 lap létezett), az összes szerkesztések száma 4 864 372 volt (+84%), az adminisztrátorok száma 33 (+43%), a regisztrált felhasználóké 78 966 volt (+119%), képből és egyéb ábrából pedig 33 289-et tartalmazott (+21%).
Több más nyelvű Wikipédiához hasonlóan, a magyar résztvevők is kiválasztják a legjobbnak tartott cikkeket, amelyek ún. „kiemelt cikk” minősítést kapnak. A 100. ilyen cikk 2007. január végén kapta meg ezt a besorolást; 2008. január 1-jén már 209 minősült „kiemelkedőnek”, a 300. pedig ugyanazon év június 22-én jött létre. Az 500. kiemelt minőségű szócikket 2010. június 17-én szavazták meg.
A Szonda Ipsos felmérése szerint 2008 januárjában a magyar Wikipédia bekerült a húsz leglátogatottabb magyar weboldal közé, a Gemius felmérése alapján 2009 végén a 8. leglátogatottabb magyar weboldal volt, 2008 tavaszára a havi lapletöltések száma már meghaladta a 10 milliót.
A több mint 250 nyelven olvasható Wikipédia-projektekben 2008. március 27-én 00:07 órakor (UTC) született meg a tízmilliomodik Wikipédia-szócikk. Ezt a cikket a magyar Wikipédiában Pataki Márta hozta létre, és Nicholas Hilliard festőről szól.

## Technikai háttér
Akárcsak a Wikipédia más nyelvi változatai, a magyar Wikipédia is a MediaWiki szoftverre épül, és a Wikimédia Alapítvány (WMF), egy az Amerikai Egyesült Államokban bejegyzett nonprofit szervezet biztosítja hozzá az infrastruktúrát. A Wikipédiát mintegy 350 gépből álló szerverpark szolgálja ki, LAMP-alapú architektúrával, Memcached és squid gyorsítótárakkal. A szerverek nagy része a floridai Tampában található, egy része pedig Amszterdamban (a Magyarországról érkező lekéréseket is jórészt ezek szolgálják ki).

## Szervezeti struktúra
A magyar Wikipédia szabályait és szerkezetét jelentős részben az angol Wikipédiáról mintázta. Szerkesztőinek közössége önálló, a WMF ún. „intézők” révén kíséri figyelemmel tevékenységét.

## Mérföldkövek
- 2003. július 8. – Grin elindította a Wikipédia magyar nyelvű változatát, elindult a magyar Wikipédia.[25]
- 2003. július 14. – Grin elindította a Wikipédia 1. szócikkét az Omega együttesről.
- 2003. július 17.: Grin elindította az  egyetemes Wikipédia szócikket, amely a magyar változatot bevezeti a minden nyelvi változatot átfogó világközösségbe.
- 2003. július 31.: Ralesk elindította a Kémiai elemek periódusos rendszere szócikket, az első közösségi munkát.
- 2003. december 10. – Grin elindította a „Magyar Wikipédia” szócikket.
- 2004. január 10. – Elindult a „kiemelt szócikkek” oldal.
- 2004. március 23. – Elkészült az 500. szócikk.
- 2004. június 3. – Elkészült az 1000. szócikk.
- 2005. január 2. – Elkészült az 5000. szócikk.
- 2005. június 4. – Elkészült a 10 000. szócikk.
- 2006. február 4. – Elkészült a 25 000. szócikk.
- 2006. március 20. – Elkészült az 50. kiemelt szócikk.
- 2007. január 27. – Elkészült a 100. kiemelt szócikk.
- 2007. február 7. – Elkészült az 50 000. szócikk.
- 2007. július 28. – Elkészült a 150. kiemelt szócikk.
- 2007. december 9. – Elkészült a 200. kiemelt szócikk.
- 2008. április 1. – Elkészült a 250. kiemelt szócikk.
- 2008. június 22. – Elkészült a 300. kiemelt szócikk.
- 2008. július 17. – Elkészült a 100 000. szócikk.[26]
- 2008. november 27. – A Wikimédia Magyarország Egyesület átvette a jogerős bejegyzésről szóló hivatalos értesítést, és ettől a naptól kezdve él mint magyar jogi személy.
- 2009. május 5. – Elkészült a 125 000. szócikk.
- 2009. május 26. – Elkészült a 400. kiemelt szócikk.
- 2009. december 25. – Elkészült a 150 000. szócikk.
- 2010. június 17. – Elkészült az 500. kiemelt szócikk.[27]
- 2011. szeptember 10. – Elkészült a 200 000. szócikk.[28]
- 2013. november 4. – Elkészült a 250 000. szócikk.
- 2015. május 7. – Elkészült a 300 000. szócikk.[29][30]
- 2016. december 15. – Elkészült a 400 000. szócikk.[31]
- 2019. március 13. – Elértük az 1000. kiemelt szócikket.
- 2019. május 1. – Elkészült a 450 000. szócikk.
- 2022. február 16. – Elkészült az 500 000. szócikk.[32]

## Galéria

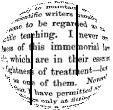
A kölcsönzött logó 2001–2003
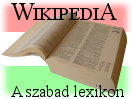
Az eredeti magyar logó 2003-ból
A soknyelvű mozaik-logó 2003–2010
A közös logó 2010. május 12-től
Ünnepi logó a tizedik évforduló tiszteletére
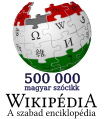
Ünnepi logó az 500 000. szócikk tiszteletére